# Marcin Dunin
Marcin Dunin (németül: Martin von Dunin) (Wał, 1774. november 11. – Poznań, 1842. december 26.) gniezno-poznańi érsek.

## Életútja
Rawában és Brombergben a jezsuitáknál tanult, majd 19 éves korában a Collegium Germanicum növendéke lett. 1797. szeptember 23-án Rómában pappá szentelték. Visszatérve hazájába, eleinte a Krakkói egyházmegyében, majd külföldön működött. 1808-ban gnieznoi, 1824-ben poznańi kanonok és iskolafelügyelő, 1829-ben az érseki egyházmegye adminisztrátora, 1831-ben gniezno-poznańi érsek lett. A vegyesházasságok kérdése összeütközésbe hozta az államhatalommal. 1837 januárban a minisztériumhoz, majd minthogy választ nem kapott, októberben egyenesen a királyhoz intézte kérvényét, hogy a vegyesházasságok ügye az egyház törvényeinek megfelelő elintézést nyerjen. A felelet az volt, hogy ez már rendezve van és rajta változtatni nem fognak. Eközben történt a kölni érsek elfogatása és december 10-én a pápai allokució, mely a Poroszországban létező gyakorlatot a vegyesházasságok körül az egyház törvényeivel ellenkezőnek mondja. Erre Dunin 1838. február 27-én pásztorlevelet bocsátott ki, melyben a felfüggesztés büntetésének terhe alatt megtiltotta papjainak, hogy az egyház törvényeivel ellenkező vegyesházasságok kötésénél segédkezzenek. A minisztérium az érseket a pásztorlevél visszavonására akarta bírni, de minthogy ez hosszabb tárgyalások után sem sikerült, megindította ellene a bűnvádi eljárást, mely 1839. február 23-án azzal végződött, hogy a poznańi törvényszék az érseket méltóságától megfosztotta és 6 hónapi várfogságra ítélte. Az ítélet kihirdetése előtt azonban Berlinbe hívták, és minthogy most sem engedett, április 5-én kihirdették előtte az ítéletet. A király elengedte ugyan a várfogságot, de az ítélet első részét fenntartotta olyformán, hogy az érsek Berlinben tartózkodjék, az egyházmegye kormányzásáról mondjon le, emellett azonban teljes érseki fizetését élvezze. Az érsek, minthogy áprilistól októberig folytonos kérelmei dacára sem nyerte meg az engedélyt, hogy egyházmegyéjét kormányozhassa és oda visszatérhessen, október 4-én Poznań-ba visszament. Erre október 8-án elfogták és Colbergbe internálták. Az 1840. június 7-én beállott trónváltozás visszaadta a száműzött érseknek egyházmegyéjét és szabadságát. IV. Frigyes Vilmos trónralépte után rögtön megkezdte a tárgyalásokat Duninnal, és ezek eredményes lebonyolítása után, 1840. augusztus 3-án visszatérhetett az érsek egyházmegyéjébe. Új pásztorlevelet bocsátott ki papságához, melyben előírta, minthogy az állam az egyház által a vegyes házasságoknál kívánt garanciákat megtartani úgy sem engedi, ezeket nem kell követelni, de másrészt a papnak semmi olyan tenni nem szabad, ami által az így megkötött házasságot helyeselné. A vegyesházasságok tehát csak passzív asszisztencia mellett köthetők.